# 1745 Ferguson
1745 Ferguson (1941 SY1) là một tiểu hành tinh vành đai chính được phát hiện ngày 17 tháng 9 năm 1941 bởi Willis, J. ở Washington.